# Mohamed Briouel
Mohamed Briouel (محمد بريول en arabe) est né en 1954 à Fès.  Il est le maître actuel de la musique arabo-andalouse et le directeur d'une institution prestigieuse : l’Orchestre arabo-andalou de Fès.

## Biographie
Né en 1954, Mohamed Briouel étudie la musique arabo-andalouse, alors qu’il n’a que huit ans. Très jeune, il rejoint l’Orchestre du grand Maitre de la musique andalouse   Haj Abdelkrim Rais et commence à côtoyer les grands de cet art  à l’incontournable  Dar Adiyel (en) “Premier conservatoire de la musique andalouse au Maroc".
En 1970, il intègre le conservatoire national de musique de Rabat pour une formation classique, cette formation a été couronnée par l’obtention du premier prix en matière de solfège et le prix d’honneur en matière de musique andalouse.
Cette double formation lui a permis d’enseigner aux conservatoires de Fès, Meknès  et Taza.
En 1986, Mohamed Briouel obtient le Prix du Maroc d’arts et de littérature  pour la publication de son ouvrage "Musique Andalouse Marocaine : Nawba Gharibat - Al Husayn". Sur une période de plus de dix ans, il réalise la monumentale transcription en notation occidentale de onze noubas. Ce grand apport intellectuel a été récompensé par la décoration de Mohamed Briouel par un Wissam Alaouite par Sa Majesté Mohammed VI, alors prince héritier.
Chef d’Orchestre et violoniste, En 1996 Il devient directeur du conservatoire de musique de Fès.
En 1999   il obtient le prestigieux trophée Edison des Pays-Bas. Cette distinction lui a été attribuée pour le CD “Cantigas de Santa Maria”, réalisé en collaboration avec le grand musicien et musicologue américain Joël Cohen. Grâce à cette expérience de croisement culturel entre musique andalouse et répertoire de la musique médiévale espagnole, ils sont invités à se produire aux États-Unis et plusieurs pays européens.
Ces dernières années, Mohamed Briouel s’est produit au Maroc et à l’étranger avec l’Orchestre Andalou de Fès, contribuant à la diffusion de la musique andalouse  accompagné par plusieurs musiciens tels Haim louk, Albert Bouhadana, Emile Zrihan, Lior El Maleh, Françoise Atlan, Nabyla Maan, Kudsi Ergüner…
En 2005 il rassemble  pour une première fois  plusieurs orchestres (105 musiciens)  à l’occasion de la fête de la musique, 3 ans plus tard il reproduit cette même expérience (122 musiciens) mais cette fois-çi en fusionnant musique Amazigh et arabo-andalouse.
En 2013, il est désigné en tant qu’ambassadeur de paix et représente le Maroc lors d’une tournée de plus de 40 jours aux États-Unis où il effectue plusieurs concerts et Master Class au sein des universités, théâtres, bibliothèques.
En 2014, il se produit au Théâtre de la Ville à Paris où il joue pour la première fois une Nûba dans toute son intégralité (7h40 de jeu).
En 2016 il se reproduit sur scène en dirigeant cette fois çi  le plus grand rassemblement : un orchestre de 154 musiciens.
Depuis, Il se produit dans divers festivals mondiaux :   en  France, Espagne, Belgique, Angleterre, Pays-Bas, Norvège, Finlande etc. mais également au Maroc.